# 公私分計サービス
公私分計サービス（こうしぶんけいサービス）とは、1台の携帯電話で、社用で電話した料金と個人で電話した料金を、分割して精算するためのサービス。

## 背景
携帯を会社で支給している場合は高価な基本料金が必要となるうえ、個人用途での使用を制限できないという悩みがある。一方、社員も商用の通話を個人で負担しているケースもある。厳密に運用しようとすると総務部門の事務処理（分計）が膨大なものになる。このサービスはこの問題を解決しBYODを促進するために提供されているもので、日本でも何種類かのサービスが提供されている。

## 実現方法
下記のように様々な方法がある。
1. 通話しようとする電話番号の前に00xx-yyなどのプレフィックスと呼ばれる番号を付け、いったん、通信事業者で受けてから再発信する方法（0035ビジネスモード、モバチョなど）。
2. クリックコールの仕組みを用いて、携帯のブラウザ画面から発信する方法
3. NTTドコモの2in1サービスのように、1つの携帯電話に会社用と個人用の2つの番号を設け、それぞれに請求を分ける方法。

## サービスの例
- NTTコミュニケーションズ  - 0035ビジネスモード、クリックトゥコネクト 携帯電話のブラウザから発信
- NTTドコモ　- 用途別集計サービス+請求書分割送付サービス　　2in1+請求書分割送付サービス
- 楽天コミュニケーションズ - モバイルチョイス050
- リンク - ウェブ電話帳 for Office 7 for ASP
- 日本テレネット - ビジネスコレクト
- 兼松コミュニケーションズ - KCS Motion サービス